# Cloud Cult
Cloud Cult — експериментальний інді-рок-гурт зі штату Міннесота, США, очолюваний співаком і автором пісень Креґом Міновою. Назва гурту походить зі стародавніх пророцтв корінних жителів Північної Америки.

## Дискографія

### Студійні альбоми
- The Shade Project (1995)
- Who Killed Puck? (2001)
- They Live on the Sun (2003)
- Aurora Borealis (2004)
- Advice from the Happy Hippopotamus (2005)
- The Meaning of 8 (2007)
- Feel Good Ghosts (Tea-Partying Through Tornadoes) (2008)
- Light Chasers (2010)
- Love (2013)
- The Seeker (2016)
- Metamorphosis (2022)